# Joseph II. (chaldäisch-katholischer Patriarch)
Mar Joseph II. (* 1667 in Tel Keppe; † 2. Juni 1712 in Diyarbakır) war ein Patriarch der Chaldäisch-katholischen Kirche (Patriarchat von Diyarbakır).
Sliba (Saliba) aus der Familie Mar'uf wurde als Kind christlicher Eltern in Tel Keppe (Tell Kefe) nahe Mosul geboren. Seine theologische Ausbildung erfuhr er offensichtlich bei lateinischen Missionaren. Im Alter von 22 Jahren wurde er in Diyarbakir durch den chaldäisch-katholischen Patriarchen Joseph I. zum Priester und 1691 zum Metropoliten von Diyarbakır ordiniert. Bereits 1694 bestimmte ihn Joseph I. († 1707 in Rom) zu seinem Nachfolger im Patriarchenamt. Erst als solcher lernte er die arabische Sprache. Am 21. Mai 1696 erhielt Joseph II. durch Papst Innozenz XII. Bestätigung und Pallium als „Patriarch von Babylon der Chaldäer“ (Patriarcha Babylonensis Chaldaeorum), nannte sich selbst auch „Patriarch von Mesopotamien“. Neben dem Kirchenamt wirkte er als Kopist, Übersetzer und Autor. Joseph II. starb als Opfer der in der Region seit 1708 wütenden Pest, kurz nachdem er die Erlaubnis zur Übersiedlung nach Rom erhalten hatte. Als Pestkranker wurde er nicht in seiner Kathedrale Mar Pethion, sondern außerhalb der Stadt beigesetzt.
Mar Joseph II. verfasste zahlreiche Schriften, sowohl in Syrisch wie in Arabisch. Zudem übersetzte er viele römisch-katholische Werke des Abendlandes in diese Sprachen.